# 大崙尾山
大崙尾山，又稱赤上天山，位於台湾台北市士林區與內湖區交界處，海拔451公尺，山頂寬平，隸屬加里山山脈之五指山山脈，山頂展望不佳，有一顆三等三角點，編號1073號，位於山頂涼亭旁。此山為大眾化之郊山，可由大崙頭尾山親山步道攀登，惟此山登山路徑複雜，叉路多、指標不清。

## 鄰近山岳與景點
- 大崙頭山
- 大崙湖
- 獅頭山
- 白石湖山
- 剪刀石山
- 金面山
- 小金面山
- 西湖山
- 碧山露營場
- 鯉魚山
- 忠勇山
- 圓覺尖
- 龍船岩
- 開眼山